# Colonne de Bouhy
 (juillet 2025).
Si vous disposez d'ouvrages ou d'articles de référence ou si vous connaissez des sites web de qualité traitant du thème abordé ici, merci de compléter l'article en donnant les références utiles à sa vérifiabilité et en les liant à la section « Notes et références ».
La colonne de Bouhy est un échangeur de chaleur destiné à l'équipement des sécheurs frigorifiques d'air comprimé, inventée par l'ingénieur belge Michel Bouhy en 1982.

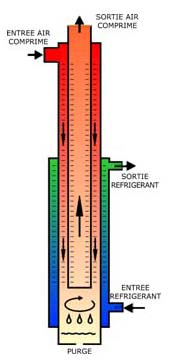
colonne de Bouhy

Ce dispositif concentre un double échangeur et un dévésiculeur dans un dispositif monobloc.

## Utilité
La colonne de Bouhy assure l'échange thermique entre le fluide frigorigène d'un sécheur d'air et l'air comprimé, dans le but de diminuer le taux d'humidité relative de l'air comprimé, qui se concentre à la sortie du compresseur dans les mêmes proportions que le taux de compression de l'air. La très forte concentration d'eau dans l'air comprimé est source d'importants dégâts dus à l'oxydation du matériel, de perturbations dans les processus industriels et d'usure prématurée du matériel.

## Principe
L'eau est extraite de l'air par refroidissement en dessous du point de rosée, ce qui provoque sa condensation et permet son élimination.

## Structure
En partant de l'extérieur :
1. échangeur en cuivre parcouru par un fluide frigorifique (R134a ou R404A)
2. échangeur d'entrée d'air (phase de refroidissement)
3. échangeur de sortie d'air (phase de réchauffage)

Le séparateur centrifuge air-eau se trouve en bas, muni d'un dispositif de purge.

## Fonctionnement
L'air comprimé sortant du compresseur est admis à environ 35 °C en haut de la colonne et se refroidit en descendant au travers d'un échangeur frigorifique (phase 1). Amené à 3 °C au bas de la colonne, l'air saturé d'humidité condensante est alors mis en rotation par un système d'ailettes et se débarrasse de son eau par effet centrifuge et par gravité (phase 2). La limite de performance est 0 °C, température à laquelle l'eau condensée gèlerait, entraînant automatiquement un bouchage de l'élément.
Le système intègre un deuxième échangeur situé au centre où l'air entrant à 35 °C en haut de la colonne cède sa chaleur à l'air froid et sec venant du déshydrateur situé en bas pour l'amener à une température de 20 °C plus propice à son utilisation (phase 3).

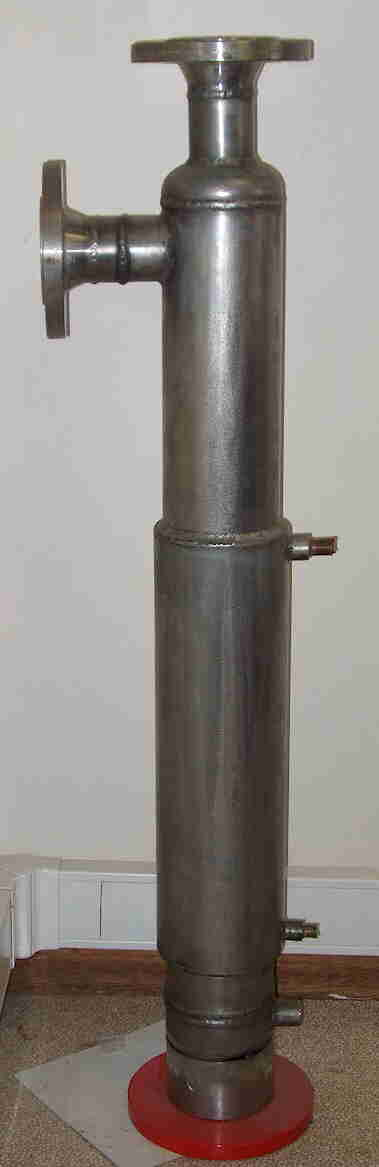
Colonne de Bouhy haute pression en acier inoxydable

## Applications industrielles
Dans les sécheurs d'air pour toutes les applications industrielles de l'air comprimé où un excès d'eau dans les circuits d'air comprimé peut poser des problèmes : automatisation, outillage, peinture, injection d'air dans un processus, applications médicales et respiratoires, chimie, distillation des gaz, vidange des silos.